# Tripleurospermum auriculatum
Tripleurospermum auriculatum là một loài thực vật có hoa trong họ Cúc. Loài này được (Boiss.) Rech.f. miêu tả khoa học đầu tiên năm 1964.